# THRAK
THRAK — музичний альбом британського гурту King Crimson, випущений 25 квітня 1995 року. Загальна тривалість композицій становить 56:30. Альбом відносять до напрямку прогресивний рок.

## Список пісень
Автор слів Адріан Белью, окрім «Coda: Marine 475», яка написана Робертом Фріппом, автор музики Белью, Білл Бруфорд, Фріпп, Трей Ганн, Тоні Левін та Пет Мастелотто. 
| #   | Назва                                | Тривалість |
| --- | ------------------------------------ | ---------- |
| 1.  | «VROOOM» (instrumental)              | 4:38       |
| 2.  | «Coda: Marine 475»                   | 2:42       |
| 3.  | «Dinosaur»                           | 6:37       |
| 4.  | «Walking on Air»                     | 4:38       |
| 5.  | «B'Boom» (instrumental)              | 4:11       |
| 6.  | «THRAK» (instrumental)               | 3:59       |
| 7.  | «Inner Garden I»                     | 1:47       |
| 8.  | «People»                             | 5:53       |
| 9.  | «Radio I» (instrumental)             | 0:44       |
| 10. | «One Time»                           | 5:21       |
| 11. | «Radio II» (instrumental)            | 1:03       |
| 12. | «Inner Garden II»                    | 1:16       |
| 13. | «Sex Sleep Eat Drink Dream»          | 4:50       |
| 14. | «VROOOM VROOOM» (instrumental)       | 5:50       |
| 15. | «VROOOM VROOOM: Coda» (instrumental) | 3:01       |

## Чарт
| Чарт (1995)                     | Найвища позиція |
| ------------------------------- | --------------- |
| Japanese Albums (Oricon)        | 24              |
| Шотландія Scottish Albums (OCC) | 92              |
| Велика Британія UK Albums (OCC) | 58              |
| США Billboard 200               | 83              |

| Чарт (2015)                                 | Найвища позиція |
| ------------------------------------------- | --------------- |
| Велика Британія UK Independent Albums (OCC) | 28              |